# Indigofera mauritanica
Indigofera mauritanica är en ärtväxtart som först beskrevs av Carl von Linné, och fick sitt nu gällande namn av Carl Peter Thunberg. Indigofera mauritanica ingår i släktet indigosläktet, och familjen ärtväxter. Inga underarter finns listade i Catalogue of Life.